# Moltke Moe

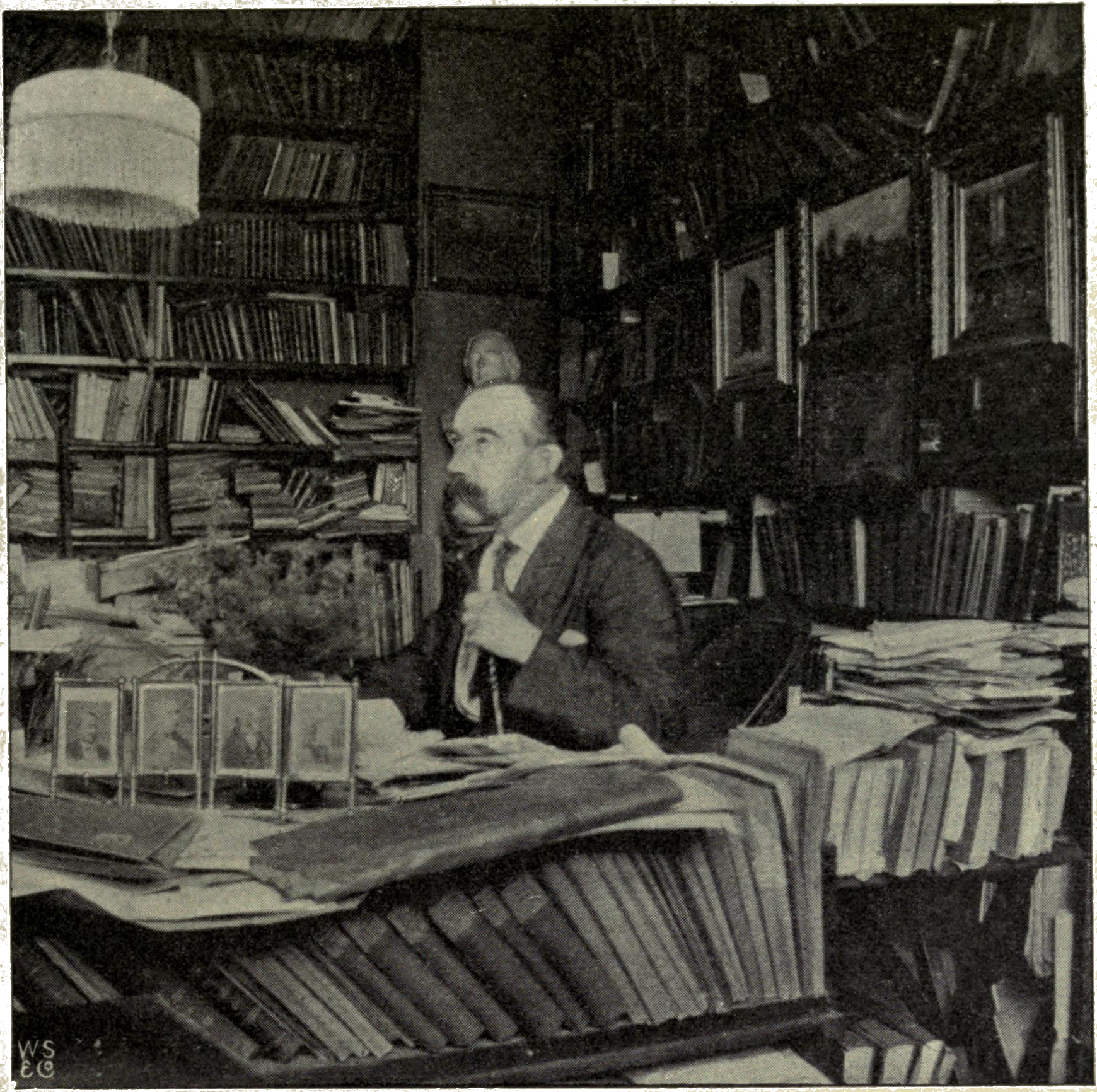
Moltke Moe.

Ingebret Moltke Moe, född den 19 juni 1859 i Krødsherred, död den 15 december 1913, var en norsk folklorist, son till Jørgen Moe.

## Biografi
Moe studerade 1876-79 teologi och särskilt jämförande religionshistoria, innan han helt övergick till studiet av folklore, som alltsedan 1877, då han blev Peter Christen Asbjørnsens medarbetare, delvis hade upptagit honom. Redan då hade han börjat insamling av alla slags folktraditioner, en verksamhet, som främjades genom ett honom sedan 1882 under lång följd av år tilldelat särskilt stipendium och medförde ett oväntat rikt resultat. 
1886 upprättades för Moe en professur i norskt folkspråk och folktradition, sedermera förändrad till att innefatta folktraditioner, medeltida och norsk-isländsk litteratur. Inom alla nämnda vetenskapsgrenar ägde Moe djupgående lärdom, och han var ansedd som en av sin tids bäst rustade folklorister. Moes produktion var mångsidig och starkt spridd, bland annat i tidskriftsartiklar och oegennyttigt lämnade bidrag till andra vetenskapsmäns verk. 
Moes viktigaste undersökningar är Norske fornkvæde og folkeviser (1877), Hellenske og norske folketraditioner (i
"Nordisk tidskrift", 1879), Lappiske eventyr og sagn (samlade av Qvigstad och Sandberg, 1887), som ger en värdefull orientering i sagoforskningens metod, Eventyr paa vandring (i "Syn og segn", 1895), Torsvisen i sin norske form (tillsammans med Sophus Bugge i "Festskrift til Oscar II:s regjeringsjubilæum", II, 1897), Eventyrvandring og eventyrforvandling (i "Samtiden", band 19, 1908), Nationalitet og kultur (ibidem, band 20, 1909), och Det mystiske tænkesæt (i "Maal og minne", 1909). 
Vidare har Moe skrivit allt, som rör folktraditioner i Amund Hellands stora kompilationsarbete "Norges land og folk", och skildrat norska folklorister i Gerhard Grans "Nordmæend i det 19:e aarhundrede". Som Asbjörnsens litteräre testamentsexekutör har Moe ombesörjt flera språkligt och stilistiskt reviderade editioner av "Folkeeventyr" och "Huldreeventyr" samt den samlade "folkupplagan" av dessa (1912 f.). 
Här som i sina egna skrifter har Moe med finaste stilkänsla ivrat för språkets förnorskning och haft definitivt inflytande på utvecklingen av riksspråkets rättskrivning, särskilt genom programskrifterna Retskrivning og folkedannelse (1900) och Norsk og dansk sprogdragt. Retskrivningssakens vei og tempo (1906) samt genom språkrevision av en mängd skolböcker och litterära verk.